# آر إس سي إنترناسيونال
نادي آر إس سي إنترناسيونال (بالإسبانية: RSC Internacional Fútbol Club)‏ ، كان نادي كرة قدم إسباني مقره في مدريد. تأسس في عام 1973، وكان الفريق الاحتياطي الثاني لنادي ريال مدريد في موسم 2022–23.

## تاريخ
تأسس النادي في عام 1973 باسم نادي سان إجناسيو دي لويولا الرياضي (بالإسبانية: Club Deportivo San Ignacio de Loyola)‏،  وقام بتغيير اسمه إلى نادي فلات إنترناشيونال (بالإسبانية: Club Flat International)‏في عام 2020. في عام 2021، بعد تحقيق أول الصعود الأول إلى دوري مدريد (بالإسبانية: Preferente de Madrid)‏، تمت إعادة تسمية النادي إلى نادي آر إس سي إنترناسيونال (بالإسبانية: RSC Internacional Fútbol Club)‏.
احتل نادي إنترناسيونال المركز الأول في مجموعته في دوري مدريد، وحقق الصعود إلى الدوري الإسباني الدرجة الخامسة. في يوليو 2022، أعلنت صحيفة ماركا أن ريال مدريد توصل إلى اتفاق مع النادي لجعل إنترناسيونال فريقه ج لموسم 2022–23. في أغسطس، بدأ الهيكل الجديد في تعيين الدولي الإسباني السابق لويس جارسيا كمدرب، ولكن مع عمل إنترناسيونال كفريق مستقل عن ريال مدريد لتجنب المشاكل القانونية.
تنازل نادي إنترناسيونال عن مكانه في الدوري الثالث لموسم 2023-24 وتغير اسمه لنادي ريال مدريد ج ، بعد عودة الفريق إلى حالة النشاط. 

## المواسم
| موسم    | القسم                          | الترتيب    | كأس الملك |
| ------- | ------------------------------ | ---------- | --------- |
| 1973–74 | الدوري الإسباني الدرجة الثامنة | الخامس عشر |           |
| 1974–75 | الدوري الإسباني الدرجة الثامنة | الثالثة    |           |
| 1975–76 | الدوري الإسباني الدرجة الثامنة | الثامن عشر |           |
| 1976–77 | الدوري الإسباني الدرجة الثامنة |            |           |
| 1977–78 | الدوري الإسباني الدرجة التاسعة | السادس     |           |
| 1978–79 | الدوري الإسباني الدرجة التاسعة |            |           |
| 1979–80 | الدوري الإسباني الدرجة التاسعة | الثامن     |           |
| 1980–81 | الدوري الإسباني الدرجة التاسعة | الرابع عشر |           |
| 1981–82 | الدوري الإسباني الدرجة التاسعة | الثامن عشر |           |
| 1982–83 | الدوري الإسباني الدرجة التاسعة |            |           |
| 1983–84 | الدوري الإسباني الدرجة التاسعة | الخامس عشر |           |
| 1984–85 | الدوري الإسباني الدرجة التاسعة | التاسع     |           |
| 1985–86 | الدوري الإسباني الدرجة التاسعة | الرابع عشر |           |
| 1986–87 | الدوري الإسباني الدرجة الثامة  | التاسع     |           |
| 1987–88 | الدوري الإسباني الدرجة الثامة  | البطل      |           |
| 1988–89 | الدوري الإسباني الدرجة السابعة | الوصيف     |           |
| 1989–90 | الدوري الإسباني الدرجة السادسة | العاشر     |           |
| 1990–91 | الدوري الإسباني الدرجة السادسة | الحادي عشر |           |
| 1991–92 | الدوري الإسباني الدرجة السادسة | العاشر     |           |
| 1992–93 | الدوري الإسباني الدرجة السادسة | العاشر     |           |

| موسم      | القسم                          | الترتيب    | كأس الملك |
| --------- | ------------------------------ | ---------- | --------- |
| 1993–94   | الدوري الإسباني الدرجة السادسة | الخامس عشر |           |
| 1994–95   | الدوري الإسباني الدرجة السابعة | الحادي عشر |           |
| 1995–96   | الدوري الإسباني الدرجة السابعة | الحادي عشر |           |
| 1996–97   | الدوري الإسباني الدرجة السابعة | الثالث عشر |           |
| 1997–98   | الدوري الإسباني الدرجة السابعة | الرابع عشر |           |
| 1998–99   | الدوري الإسباني الدرجة السابعة | الثالثة    |           |
| 1999–2000 | الدوري الإسباني الدرجة السابعة | السادس     |           |
| 2000–01   | الدوري الإسباني الدرجة السابعة | البطل      |           |
| 2001–02   | الدوري الإسباني الدرجة السادسة | الثامن     |           |
| 2002–03   | الدوري الإسباني الدرجة السادسة | الثامن     |           |
| 2003–04   | الدوري الإسباني الدرجة السادسة | الثاني عشر |           |
| 2004–05   | الدوري الإسباني الدرجة السادسة | الثاني عشر |           |
| 2005–06   | الدوري الإسباني الدرجة السادسة | السادس عشر |           |
| 2006–07   | الدوري الإسباني الدرجة السابعة | الرابع     |           |
| 2007–08   | الدوري الإسباني الدرجة السابعة | الثالثة    |           |
| 2008–09   | الدوري الإسباني الدرجة السابعة | السادس     |           |
| 2009–10   | الدوري الإسباني الدرجة السابعة | العاشر     |           |
| 2010–11   | الدوري الإسباني الدرجة السابعة | الثالث عشر |           |
| 2011–12   | الدوري الإسباني الدرجة السابعة | الثالث عشر |           |
| 2012–13   | الدوري الإسباني الدرجة السابعة | السابع     |           |

| موسم    | القسم                          | الترتيب     | كأس الملك |
| ------- | ------------------------------ | ----------- | --------- |
| 2013–14 | الدوري الإسباني الدرجة السابعة | الحادي عشر  |           |
| 2014–15 | الدوري الإسباني الدرجة السابعة | التاسع      |           |
| 2015–16 | الدوري الإسباني الدرجة السابعة | الرابع      |           |
| 2016–17 | الدوري الإسباني الدرجة السابعة | الثالث      |           |
| 2017–18 | الدوري الإسباني الدرجة السادسة | الثامن      |           |
| 2018–19 | الدوري الإسباني الدرجة السادسة | الرابعة عشر |           |
| 2019–20 | الدوري الإسباني الدرجة السادسة | السادس عشر  |           |
| 2020–21 | الدوري الإسباني الدرجة السادسة | الثاني      |           |
| 2021–22 | الدوري الإسباني الدرجة السادسة | الأول       |           |
| 2022–23 | الدوري الإسباني الدرجة الخامسة | الثاني      |           |

- موسم واحد في الدوري الإسباني الدرجة الخامسة

## روابط خارجية
- ملف الاتحاد الملكي لكرة القدم في مدريد باللغة الإسبانية